# Balatonkeresztúr-Balatonmáriafürdő KSK
A Balatonkeresztúr-Balatonmáriafürdő Községek Sportköre egy 1939-ben alapított magyar labdarúgóklub. Székhelye Balatonkeresztúron található.

## Sikerek
NB III
- Résztvevő: 1995-96

Somogy megyei labdarúgó-bajnokság (első osztály)
- Bajnok: 1994-95, 2011-12